# Bayi, Jiangxi
Bayi är en socken i Kina. Den ligger i provinsen Jiangxi, i den sydöstra delen av landet, omkring 15 kilometer sydost om provinshuvudstaden Nanchang. Antalet invånare är 34 992. Befolkningen består av 16 541 kvinnor och 18 451 män. Barn under 15 år utgör 21,0 %, vuxna 15-64 år 69 %, och äldre över 65 år 8,0 %.
Runt Bayi är det tätbefolkat, med 476 invånare per kvadratkilometer. Närmaste större samhälle är Nanchangshi, 11,1 km norr om Bayi. Trakten runt Bayi består till största delen av jordbruksmark.
Genomsnittlig årsnederbörd är 2 096 millimeter. Den regnigaste månaden är juni, med i genomsnitt 340 mm nederbörd, och den torraste är oktober, med 36 mm nederbörd.